# Reburrus
Reburrus is een vliegengeslacht uit de familie van de roofvliegen (Asilidae).

## Soorten
- R. aquilonius Daniels, 1987
- R. bancrofti (Hardy, 1935)
- R. calcedonicae Daniels, 1987
- R. kochi (Meijere, 1913)
- R. macquarti (Bigot, 1860)
- R. pedestris (Becker, 1925)
- R. peninsularis Daniels, 1987